# フランス国立高等演劇学校

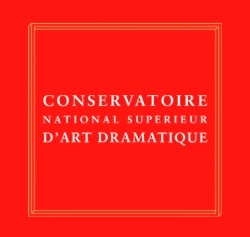

フランス国立高等演劇学校（仏: Conservatoire national supérieur d'art dramatique, 英: French National Academy of Dramatic Arts）は、フランスのパリ市に所在するPSL研究大学の一校であり、演劇専門の高等教育機関である。通称は、CNSAD（仏語での発音に基づくカナ転写は「セネサデ」）。

## 歴史
1946年までは、パリ国立高等音楽・舞踊学校とその歴史を共有している。ルイ14世の王立声楽・朗読学校 (l'École royale de chant et de déclamation)であった時代、朗読は音楽の一部でしかなかったが、1806年3月3日の政令により正式に演劇部門が加えられ国立音楽・演劇学校  (Conservatoire national de musique et de déclamation)となった。これをもって現在のフランス国立高等演劇学校の直接の発祥とされている。しかしながら、当初、王政復古の影響下において、演劇の学生は音楽の学生の修了演奏会および公開演奏会に沿った形での発表といった形での出演機会しか与えられていなかったため、同校において演劇教育が本格的に行われるようになったのは1841年以降のこととなった。
既に1911年にそのほとんどの機能をマドリッド通りの新校舎に移転していた音楽・舞踊部門と、現地に残っていた演劇部門は、1946年に国立高等音楽・舞踊学校と国立演劇学校の2校に再編され、初代校舎は国立演劇学校が全て継承することとなった。1968年、コメディ・フランセーズ支配人であったアントワーヌ・ヴィテーズの手によって同校は国立高等演劇学校と改称し、以降、現在に到るまで数多くの映画俳優、演劇俳優が同校より輩出されてきている。

## 設置形態
文化・コミュニケーション省、音楽・舞踊・演劇・芸能局 (DMDTS) を後見監督とする、行政的公施設法人。

## コンセルヴァトワール劇場
劇場の元となった建造物は、1752年頃より王立声楽・演劇学校の学生によって使われた音楽院コンサートホールであり、建築家ドゥラノワの手によって1811年にコンセルヴァトワール劇場として改修、完成された。建造物自体が1921年にフランスの文化遺産に指定されている。逸話としては、作曲家ベルリオーズが、パリ市民に囲まれたベートーヴェンの姿を初めて目にしたのがこの建物の正面であったと言われている。
普段は学生の舞台発表の場として用いられているが、近年、パリ市立劇場の外郭施設として使用されることが多くなり、2006年にはマチアス・ラングホフ、ミュリエル・メイエット、フランソワ・シャトー演出によるハイナー・ミュラー脚本の《カルテット》が上演された。

## 受験
入学試験は毎年行われており、3次試験を通過したものが入学できる。用意されている30席の合格枠に対し、毎年平均1000人強の志願者が集まり、合格率は2,3パーセントである。前年度の受験において2次試験を通過していた志願者は、1次試験の免除を受けることができる。1次、2次、3次試験において、受験生はモノローグを超えた表現は認められない。

### 1次試験
各3分間、4幕から成る舞台表現
- 第1幕: フランス戯曲、古典レパートリーから選択された場面、アレクサンドラン(十二音綴)による舞台演技
- 第2幕: 演劇学校によって毎年発表される脚本家リストから選択された脚本による舞台演技
- 第3幕: 舞台作品レパートリーから自由に選択された場面による舞台演技
- 第4幕: 舞台作品レパートリーから自由に選択された場面による舞台演技または、他の手段による舞台表現 (舞踊、楽器演奏、歌唱、マイムなど)

脚本は1960年代以降に書かれたものを1つ以上含まなければならない。
審査員は、志願者の提案を受けて場面を選ぶ場合がある。

### 2次試験
各3分間、2幕から成る舞台表現
- 第1幕: フランス戯曲、古典レパートリーから選択された場面による舞台演技 (1900年以前に書かれた脚本による)
- 第2幕: 現代の戯曲レパートリーから選択された場面による舞台演技 (1900年以降に書かれた脚本による)

1次試験で使用した場面でも可。

### 3次試験
5分間、1幕から成る舞台表現

## 教育
フランス国立高等演劇学校は、演劇、舞台芸術に特化した教育を行っている。俳優の訓練として必要な実践経験と理論的知識を主眼としている。
伝統と現代性を結びつける上で、教育はクラスとアトリエの2種類から成っている。伝統ある演技クラスでは、教授の演技指導により、一対一の直接訓練が受けられる。演技アトリエでは、選択制により、様々な表現の実践に触れる機会が与えられる。

### 科目一覧
- 演技
- 仮面
- 即興
- ダンス
- 太極拳
- 歌唱
- フェンシング
- 発声法
- 劇作法
- 演劇史
- 芸術文化
- 舞台装置

### スタージュ制度
- フランス国立映像音響芸術学校 (映像、音響学生との共同制作)
- ラジオ・フランス (ラジオ放送録音)

## 国立新進演劇協会
1971年以降、国立新進演劇協会 (JTN: Jeune théâtre national)によって、フランス国立高等演劇学校およびストラスブール国立劇場高等演劇学校出身の学生は、プロフェッショナルとなる上での支援を与えられている。演出家との出会い、および演出家に対するプレゼンテーションの場の提供、舞台作品への助成金支出などを通じて、若い俳優達の駆け出しが手助けされている。1901年の協会法により、国立新進演劇協会は文化・コミュニケーション省の保護下にある。
フランス国立高等演劇学校およびストラスブール国立劇場高等演劇学校を卒業した学生は、3年間の間国費によって生活費がまかなわれる。したがって、演出家、映画監督はその間、給与を節約して俳優を雇うことができ、若手俳優の出演機会を促進している。コメディ・フランセーズ、国立ナンテール・アマンディエ劇場、国立コリーヌ劇場といった国立歌劇場でそうした若い卒業生の姿が見られる。

## 公式サイト
- フランス国立高等演劇学校

座標: 北緯48度52分20.46秒 東経2度20分48.53秒 / 北緯48.8723500度 東経2.3468139度